# Charles Constantin
Titus Charles Constantin (Marsella, 7 de gener de 1835 - Pau (Occitània), 27 d'octubre de 1891) fou un director d'orquestra i compositor francès.
El 1865 aconseguí el segon Prix de Rome per la seva cantata David Rizio; fou mestre director dels teatres de París Fantaisies parisiennes (1866), del Athéndée, de la Renaissance (1872), i, per fi, de l'Opera Còmique (1875).
Se li deu la partitura de l'òpera-bufa Dans le forét (1872), d'alguns balls teatrals i de les cantates Rolla i Salut.